# Norrbomia keniaca
Norrbomia keniaca är en tvåvingeart som beskrevs av Papp 1988. Norrbomia keniaca ingår i släktet Norrbomia och familjen hoppflugor. Inga underarter finns listade i Catalogue of Life.